# Manuel Muñoz de Ugena

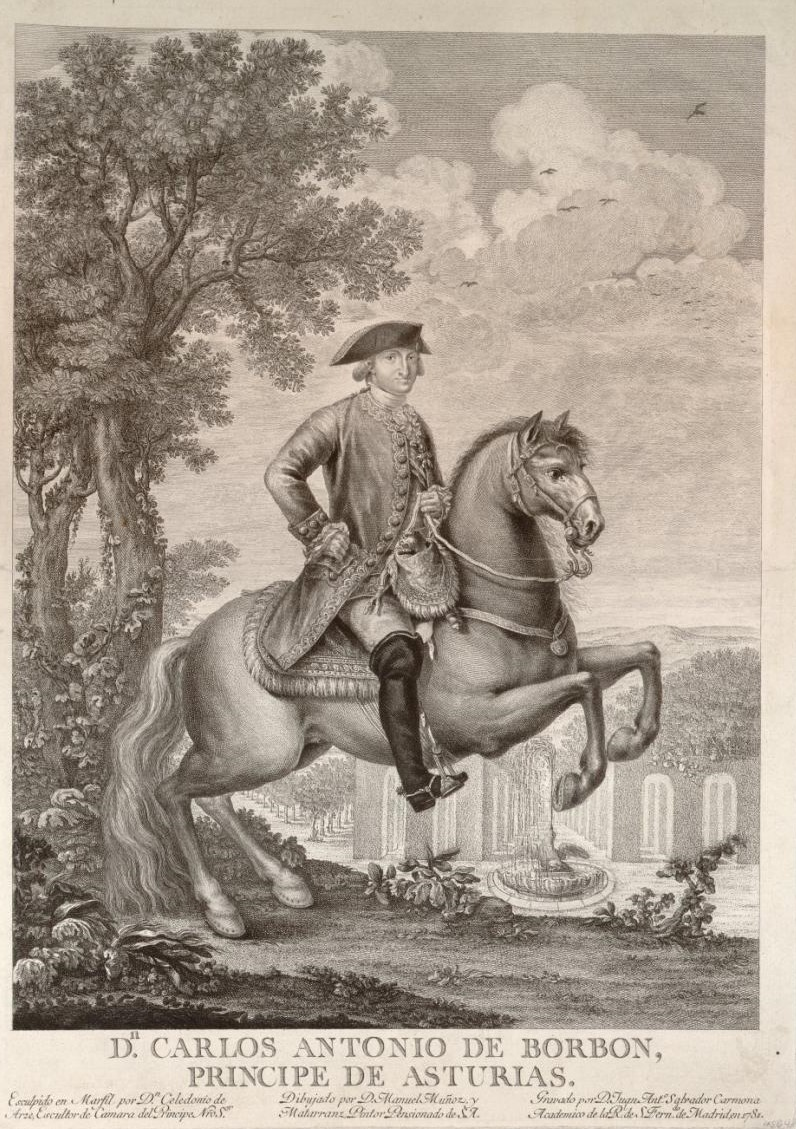
Retrato ecuestre de Carlos Antonio de Borbón, príncipe de Asturias, grabado a buril por Juan Antonio Salvador Carmona por dibujo de Manuel Muñoz y Matarranz según escultura en marfil de Celedonio de Arce, 1781. Museo de Historia de Madrid.

Manuel Muñoz de Ugena y Matarranz (Madrid, 1747-1805), pintor de cámara de Carlos IV especializado en pintura decorativa y de flores y en el diseño de muebles. 

## Biografía y obra
Hijo de José Muñoz de Ugena y Antonia Matarranz y Casado, formado en la Real Academia de Bellas Artes de San Fernando, entró a trabajar en palacio como mozo de oficio y guardamangier hacia 1777. De 1779 a 1781, como pensionado del príncipe de Asturias, el futuro Carlos IV, y firmándose Manuel Muñoz y Matarranz, coloreó las trescientas treinta láminas de plantas estampadas al natural por Celedonio de Arce encuadernadas en cinco volúmenes conservados en la Real Biblioteca del Palacio Real de Madrid. Bajo la dirección del primer catedrático del Real Jardín Botánico de Madrid Antonio Palau, con letra pulcra y buena ortografía Ugena escribió también la denominación conforme a la nomenclatura binaria de cada planta, siguiendo la clasificación de Linneo, y la descripción de sus principales características y usos. La colaboración con el estampador se extendió al dibujo para el grabado de Juan Antonio Salvador Carmona del retrato ecuestre del príncipe esculpido en marfil por Arce, fechado en 1781.
Como pintor «empleado en la iluminación de plantas medicinales», según un documento de la tesorería de palacio, cobró 4 380 d. anuales hasta 1795, en que comenzó a cobrar como pintor de cámara cambiados los apellidos a Muñoz de Ugena.
De sus trabajos para los palacios reales, siempre por encargo de Carlos IV, consta el diseño en 1785 de las colgaduras y dosel con el resto del mobiliario (sillón, consolas, espejo y chimenea) del Salón del besamanos de María Luisa de Borbón, aún princesa de Asturias, en el Palacio Real de Madrid, espacio actualmente denominado Saleta de la Reina Cristina del que se han retirado dosel y sillón que se exponen en la Galería de las Colecciones Reales. Suyo es también el diseño de la decoración del Gabinete de las Fábulas de la Casa del Príncipe en el Real Sitio de El Pardo, con motivos tomados de las fábulas de Jean de la Fontaine. En la Casa del Labrador de Aranjuez de 1795 a 1798 decoró con canastillos de flores los zócalos del salón de billar y la alcoba de la reina con una escena de Venus en el tocador.
Con el director del Real Jardín Botánico Casimiro Gómez Ortega colaboró en la publicación de la Flora española selecta, una colección de estampas de plantas de España y sus posesiones poco comunes, de la que salió un primer cuadernillo o primer ramillete con seis láminas grabadas y coloreadas por José Gómez de Navia por pinturas de Ugena y descripciones de Gómez Ortega en latín y español en 1791, anunciada su venta en la Gaceta de Madrid del 6 de enero de 1792:

Florae hispanicae delectus sive insigniorum plantarum per hispaniense imperium sponte nascentium icones et descriptiones. Flora Española selecta, ó colección de las plantas más peregrinas y espontáneas de los dominios de España, por D, Manuel Muñoz de Ugena, Pintor de Cámara del Rey nuestro Señor; y por el Dr. D. Casimiro Gómez Ortega, primer Catedrático del Real Jardín Botánico. Ramillete 1º Se hallará en la Librería de Barco, calle de la Cruz. Esta obra, que puede asegurarse es la primera y única hasta ahora que de su clase se haya publicado en España, se emprendió por dicho Ugena baxo los auspicios y favor del Rey nuestro Señor, siendo Príncipe de Asturias, y se continúa de su Real orden. Las plantas están pintadas del natural con la mayor propiedad, y trasladados sus dibuxos por el esmero del buril á las estampas iluminadas con tan vivos y hermosos colores, que no es fácil dexar de equivocarlas con las pinturas originales trabajadas a presencia de S. M. A la exactitud de las descripciones se ha añadido la noticia del nombre Español de cada planta, del de su lugar nativo, y de sus propiedades, virtudes y usos, ya sea en la medicina, en la jardinería, ó en otras artes. La impresión en carta magna se ha hecho en ambas lenguas á dos columnas, y corresponde al buen gusto y coste de las láminas. Para mayor comodidad del público se dará esta Colección (que está dedicada á S. M.) por quadernillos de á 6 plantas cada uno con sus respectivas estampas y descripciones, y entre ellas se preferirán las más útiles, las más vistosas, y las nuevas ó poco conocidas.

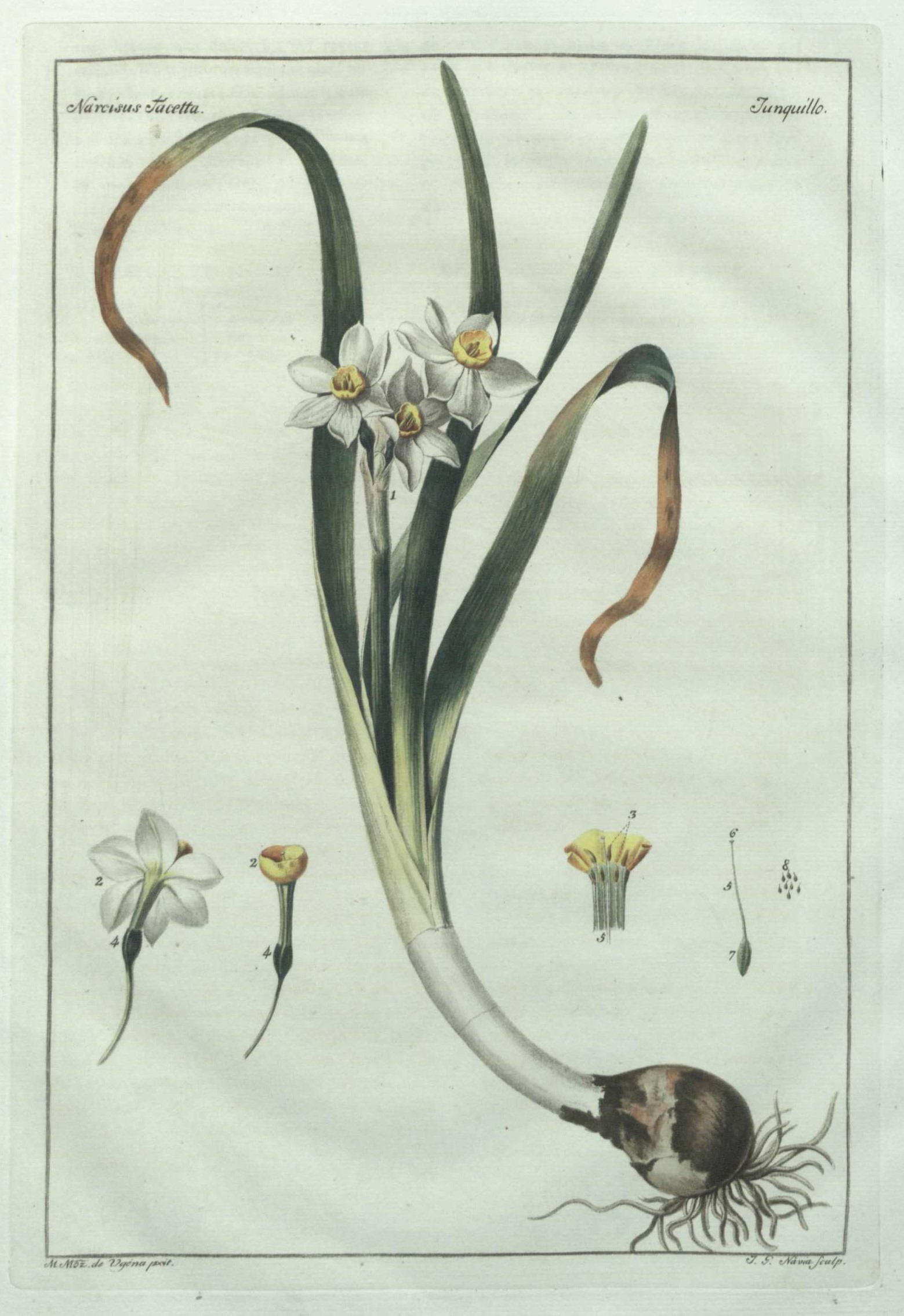
Narcisus tacetta/Junquillo, grabado de José Gómez de Navia por pintura de Ugena, 1791. Biblioteca Nacional de España.

Quizá por el elevado precio de las estampas coloreadas a mano, lo que determinó a sus editores a ofrecer las láminas a la venta también en negro para facilitar su adquisición a los menos pudientes, la publicación y venta del segundo cuadernillo se retrasó hasta octubre de 1793, y la colección no tuvo continuidad.
Antonio José de Cavanilles en los Icones et descriptionem plantarum (1801) le dedicó el género Ugena, explicando «Dedico este género al Sr. D. Manuel Muñoz de Ugena, Pintor de Cámara de S.M., de cuya orden dibuxó e iluminó con colores naturales con suma perfección más de cien plantas del Real Jardín Botánico de esta corte; de las quales algunas se publicaron en Flora Hispanae delecta».